# 聖母戴冠 (ジェンティーレ・ダ・ファブリアーノ)

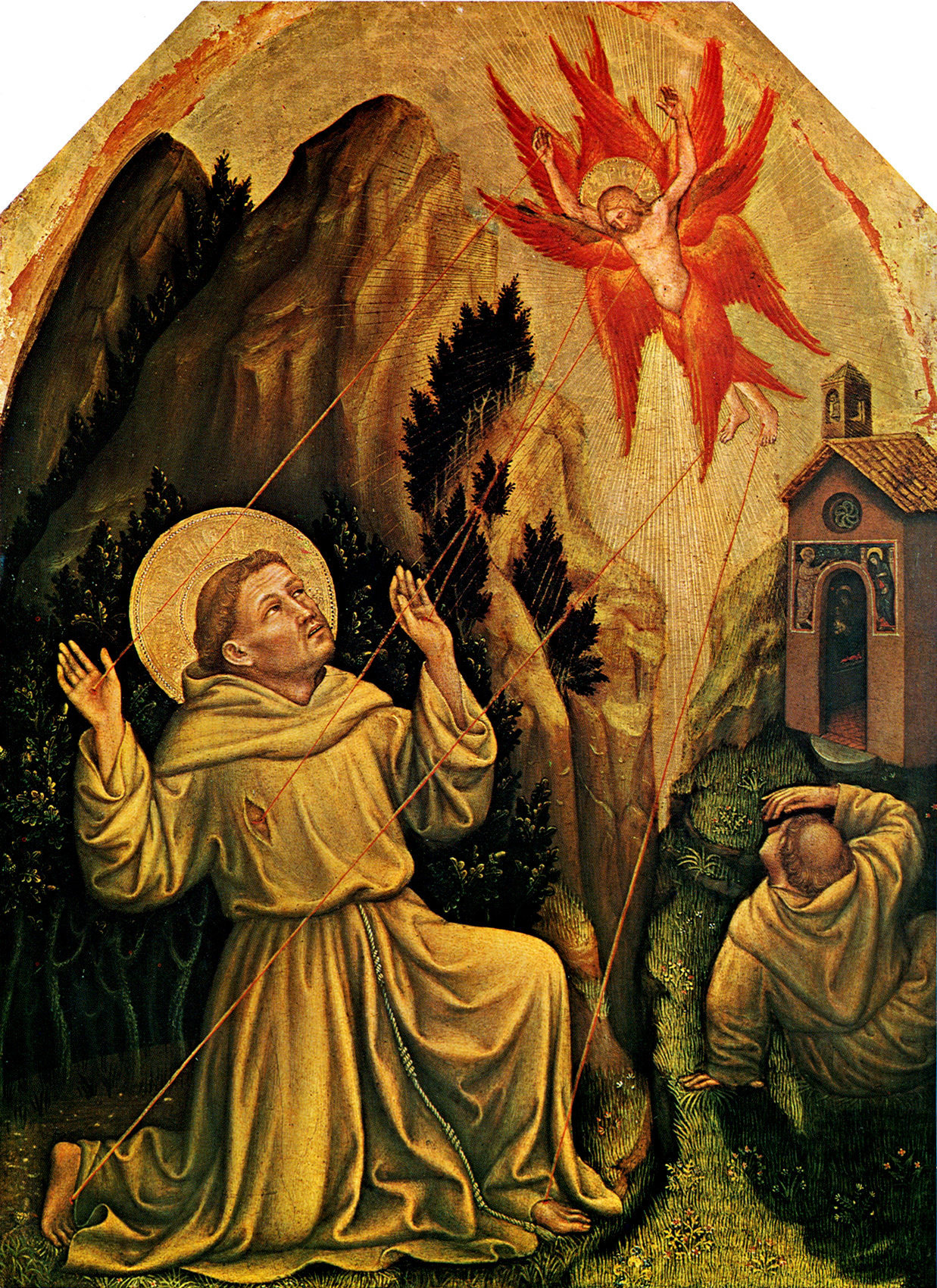
ジェンティーレ・ダ・ファブリアーノ『聖痕を受ける聖フランチェスコ』(1420年頃)、マニャーニ・ロッカ財団 (パルマ)

『聖母戴冠』（せいぼたいかん、伊: Incoronazione della Vergine）は、イタリアの国際ゴシック様式の画家、ジェンティーレ・ダ・ファブリアーノが1420年頃に制作した絵画である。現在、J・ポール・ゲッティ美術館に所蔵されている。
作品は本来、行列用の旗の正面装飾であった。旗の裏側は『聖痕を受ける聖フランチェスコ』を表し、現在、パルマのマニャーニ・ロッカ財団にある。1827年以前に本作と『聖痕を受ける聖フランチェスコ』は切り離され、二点の別々の絵画となった。
旗は、ジェンティーレの出身地であるファブリアーノにあるサン・フランチェスコ修道院を拠点とする同胞団のために描かれた。画家はフィレンツェに移る前の1420年春にブレシアから数か月間ファブリアーノに戻っていた。 画家の妻の兄弟、エジディオの従弟であったアンブロ―ジョ・デ・ビゾキスがおそらく画家と同胞団の間の仲介者となった。
作品の雰囲気は豪華な式典のものである。やや俯いている聖母マリアの頭部にキリストが豪奢な王冠を置き、両側の天使たちが見守る中、聖母は「天国の女王」として戴冠されている。